# Dallas megye (Alabama)
Dallas megye az Amerikai Egyesült Államokban, azon belül Alabama államban található. A polgárjogi harc központja volt Dallas megyében található  Selma városa, a híres Selma to Montgomery March polgárjogi tüntetés kiinduló pontja. A megyében található Cahaba is, az állam első fővárosa, valamint Alabama legnagyobb történelmi kerülete. A megyét egy választott négytagú bizottság irányítja. Megyeszékhelye és legnagyobb városa Selma. Lakosainak száma 38 462 fő (2020. április 1.). Dallas megye Chilton, Autauga, Lowndes, Wilcox, Marengo és Perry megyékkel határos.

## Története
Dallas megyét 1818. február 9-én alapították, majdnem két évvel azelőtt, hogy Alabama állam megalakult volna. 1820-ban Cahabát, a Dallas megye középső részén, a Cahaba folyó és az Alabama folyó találkozásánál fekvő kisvárost választották megyeszékhelynek, és az állam fővárosának. A kisváros hatalmas fejlődéssel politikai és gazdasági központ lett, de ez a lendület megszakadt, miután az állami kormányzat székhelye 1825-ben Tuscaloosába költözött. Az 1840-es és 1850-es években a város ismét fejlődésnek indult, és a helyi gyapotipar központja lett, de a polgárháború után teljesen kiürült, mert a megye központját Selmába helyezték át. Az Alabama folyóra néző hegyfokon található Selma városát hivatalosan 1732-ben Ecor Bienville-ként alapították Francia kolonialisták, majd később Moore's Bluffre változott a neve, amikor az angolok érkeztek a területre. Ezután az amerikai időkben William Rufus King, az állam szenátora aki később Franklin Pierce elnök alelnöke lett alapította a várost 1819-ben. Az Alabama folyó partján elhelyezkedő fekvésének köszönhetően Dallas megye gyorsan fontos gyapottermelő területté fejlődött, amelyet a nagyszabású ültetvényes mezőgazdaság jellemez.
Selma fontos szerepet játszott a polgárháborúban, mint a hadianyag-ipar központja. New Orleans 1862-es bukása után Josiah Gorgas, a konföderációs tábornok elrendelte, hogy a Mobile folyó mentén található Mount Vernon fegyverraktárat helyezzék át Selmába ami egy jobban védhető helyen volt, távolabb az öböltől. A Selma Naval Ordnance Works volt a felelős a tüzérségi lövegek gyártásáért, a Konföderációs Naval Yard pedig megépítette a CSS Tennessee-t a Mobile Bay védelmére. Becslések szerint a háború vége felé a Selma különböző gyáraiban alkalmazott 10 000 munkás a konföderációs erők által használt ágyúk felét és a lőszer kétharmadát állította elő. A város a vason és a hadianyagon kívül salétromot is előállított a közeli mészkőbarlangokból, amelyet puskapor készítéséhez használtak. Ipari jelentősége miatt Selma az unionisták fő célpontjává vált. Több meghiúsult próbálkozás után az amerikai hadsereg James H. Wilson tábornok vezette erői 1865 áprilisában végül elérték Selmát, ahol legyőzték Nathan Bedford Forrest tábornok csapatait, és megsemmisítették a fegyverraktárat és a gyárakat. Cahaba elhagyott városa is szerepet játszott a háborúban, mint a hírhedt konföderációs cahabai szövetségi börtön otthona. Selma bukása után több mint 1000 kiszabadult unios katona, akit Cahabában tartottak fogva, meghalt, amikor az őket északra szállító gőzhajó, a Sultana felrobbant és elsüllyedt a Mississippi folyóban.
Az 1960-as években Selma a polgárjogi mozgalom fontos központjává vált. Az 1960-ban megszervezett első szavazói regisztrációs akciók, hatalmas ellenállásba ütköztek a fehér közösség részéről. 1965-ben Dallas megye felkeltette az országos média figyelmét, amikor alabamai katonák megtámadták a polgárjogi felvonulókat az Edmund Pettus hídon a „ véres vasárnap ” néven ismertté vált Selma-to-Montgomery menet során. Az eseményekre reagálva Lyndon B. Johnson elnök aláírta a szavazati jogokról szóló 1965. évi törvényt.

## Népesség
A 2020-as népszámlálási becslések szerint Dallas megye lakossága 38 462 fő volt a következő eloszlás szerint.
| Rassz            | lélekszám | százalék | rangsor az állam 67 megyéje közül |
| ---------------- | --------- | -------- | --------------------------------- |
| Teljes           | 38462 fő  | 0,76     | 31                                |
| Afroamerikai     | 26812 fő  | 69,7     | 6                                 |
| Fehér            | 10363 fő  | 26,9     | 63                                |
| Több rasszú      | 740 fő    | 1,9      | 58                                |
| Spanyol          | 296 fő    | 0,8      | 67                                |
| Ázsiai           | 145 fő    | 0,4      | 42                                |
| Őslakos és egyéb | 106 fő    | 0,3      | 62                                |

A megyeszékhelynek, Selmának 17 762 lakosa volt.
 További jelentősebb települések a megyében Valley Grande , Benton és Orrville . 
A háztartások medián jövedelme 33 317 dollár volt, szemben az állam egészére vonatkozó 52 035 dollárral, az egy főre jutó jövedelem pedig 19 653 dollár volt, szemben az állam egészének 28 934 dollárjával.
A megye népességének változása:
| Lakosok száma | 43 840 | 43 167 | 42 692 | 41 996 | 41 131 | 38 462 |
|               | 2010   | 2011   | 2012   | 2013   | 2015   | 2020   |

## Gazdaság
Dallas megye korai gazdasága az ültetvényes mezőgazdasági rendszerhez kötődött, amely a Fekete Övet jellemezte . Ezenkívül Selma közelsége az Alabama-folyó hoz erős gazdasági területté tette az antebellum időszakban, mivel gőzhajókkal szállították a gyapotot a folyó menti raktárakba. 1836-ban Dallas megye gazdasága lendületet kapott, amikor az állam megépítette a Selma és Tennessee vasútvonalat az Alabama és a Tennessee folyó összekötésére. A vasút végül összekapcsolta Selmát Annistonnal, és az alabamai északi gyapottermesztőket Mobile-al az Alabama folyón keresztül Selmánál. A polgárháború alatt 10 000 munkást alkalmaztak a különféle hadianyag- és vasgyárakban, amelyek Selmában a Konföderációs erők háborús nyomására válaszul alakultak ki. Dallas megye gazdasága a polgárháború vége óta folyamatosan hanyatlott, és ma is Alabama egyik legszegényebb megyéje, lakosainak 35 százaléka a szegénységi küszöb alatt él.

## Foglalkoztatás
A 2020-as népszámlálási becslések szerint Dallas megyében a munkaerő a következő ipari kategóriák között oszlik meg:
- Feldolgozóipar (27,6 százalék)
- Oktatási szolgáltatások, valamint egészségügyi és szociális segélyek (20,2 százalék)
- Kiskereskedelem (10,1 százalék)
- Szakmai, tudományos, gazdálkodási, valamint adminisztratív és hulladékgazdálkodási szolgáltatások (8,3 százalék)
- Egyéb szolgáltatások, kivéve a közigazgatást (6,0 százalék)
- Építőipar (5,7 százalék)
- Szállítás és raktározás, valamint közművek (5,2 százalék)
- Pénzügy és biztosítás, valamint ingatlan, bérbeadás és lízing (4,7 százalék)
- Művészetek, szórakoztatás, rekreáció, valamint szállás- és étkezési szolgáltatások (4,6 százalék)
- Közigazgatás (4,5 százalék)
- Mezőgazdaság, erdőgazdálkodás , halászat és vadászat , valamint kitermelő (1,8 százalék)
- Információ (1,3 százalék)
- Nagykereskedelem (1,2 százalék)

## Oktatás
A Dallas megyében 14 iskola található. Ezenkívül a Selma városában 13 iskola van. A megyében található a Wallace Community College Selma, egy kétéves állami koedukációs intézmény, valamint a vallási kötődésű Selma Egyetem és a Concordia College, amelyek történelmileg a feketék oktatási intézményei.

## Földrajz
A 2573 négyzetkilométer területű Dallas megye az állam nyugati-középső részén fekszik, teljes egészében a Coastal Plain région belül. A megye északnyugati sarkának egy kis része a Talladega Nemzeti Erdőben található.
Az Alabama folyó északról délre halad át a megye közepén, mellékfolyói a Cedar Creek és a Bear Creek pedig áthaladnak a megye déli és délnyugati részén. A Cahaba folyó csatlakozik Alabamához az északi partján, Selmától mindössze néhány mérföldre délre, mellékfolyója, az Oakmulgee Creek pedig Dallas megye északnyugati határáig húzódik. Az US 80, amely kelet-nyugati irányban halad át a megye központján, a megye fő közlekedési útvonala. A Craig Field repülőtér a megye egyetlen nyilvános repülőtere.

## Események és érdekes helyek
A Dallas megyei Selma városában található az állam legnagyobb történelmi negyede, ahol több mint 1250 épület szerepel az állami és nemzeti történelmi nyilvántartásokban. A figyelemre méltó építmények közé tartozik a St. James Hotel, a Dawson-Vaughan House (Elodie Todd, Abraham Lincoln sógornője otthona) és a Sturdivant Hall . A Vaughan-Smitherman Múzeum egy történelmi épület és múzeum, amely az épületről és a régió történelméről szóló kiállításoknak ad otthont. A Selma számos, a polgárjogi mozgalommal kapcsolatos kiállítást is kínál a látogatóknak az Old Depot Múzeumban , a Nemzeti Szavazati Jogok Múzeumában és a Brown Chapel AME templomban, a szavazati jogi felvonulások központjában. A Nemzeti Park Szolgálat által üzemeltetett Selma Interpretive Center, a város számos fontos polgárjogi korszakának látogatóközpontjaként szolgál, és szóbeli történeteket közöl a mozgalom eseményeiről. Az ókori Afrika, rabszolgaság és polgárháború múzeuma az afroamerikai történelmet értelmezi az ókortól a polgárháborúig. A Selma's Old Live Oak Cemetery egyike azon kevés temetőknek, amelyek szerepelnek a történelmi helyek nemzeti nyilvántartásában.
Minden tavasszal Selma ad otthont az éves zarándoklatnak, amely túrákat kínál magántulajdonban lévő történelmi otthonokba, templomlátogatást, antik bemutatót és eladást, buszos túrát az óvárosban, túrát a Kenan's Mill élő történelem parkjában és egy alkonyi élő történelmet túra az Old Live Oak temetőben. Októberben Selma ad otthont a Tale Tellin' Festivalnak. A neves alabamai mesemondó , Kathryn Tucker Windham által 1978-ban alapított fesztivál zenét, ételeket és az ország legjobb mesemondóit kínálja. Szintén októberben kerül megrendezésre a Selma éves folyóparti piacnapja, amelyen árusok, zene, valamint művészeti és kézműves termékek szerepelnek.
A látogatók megtekinthetik az első állam fővárosának romjait az Old Cahawba történelmi parkban. A területet az Alabama Történeti Bizottság tartja karban , és minden nap nyitva tart. A látogatók maguk is bejárhatják az elhagyatott várost, vagy idegenvezetésen vehetnek részt.